# Darrell John Kitchener
Darrell John Kitchener (Victoria, 9 giugno 1943) è uno zoologo australiano.

## Biografia
Si è laureato in biologia presso l'Università dell'Australia Occidentale nel 1973. In seguito ha compiuto una serie di studi sulla fauna mammaliana della regione australasiatica, scoprendo e classificando più specie di mammiferi di ogni altro biologo dell'ultimo quarto del XX secolo.
Oltre che in Australia e Indonesia, ha lavorato anche in Cina sud-occidentale, Filippine e Sri Lanka.
È autore di circa 130 articoli di biologia e conservazione della natura.